# St. Mauritius (Bornstedt)

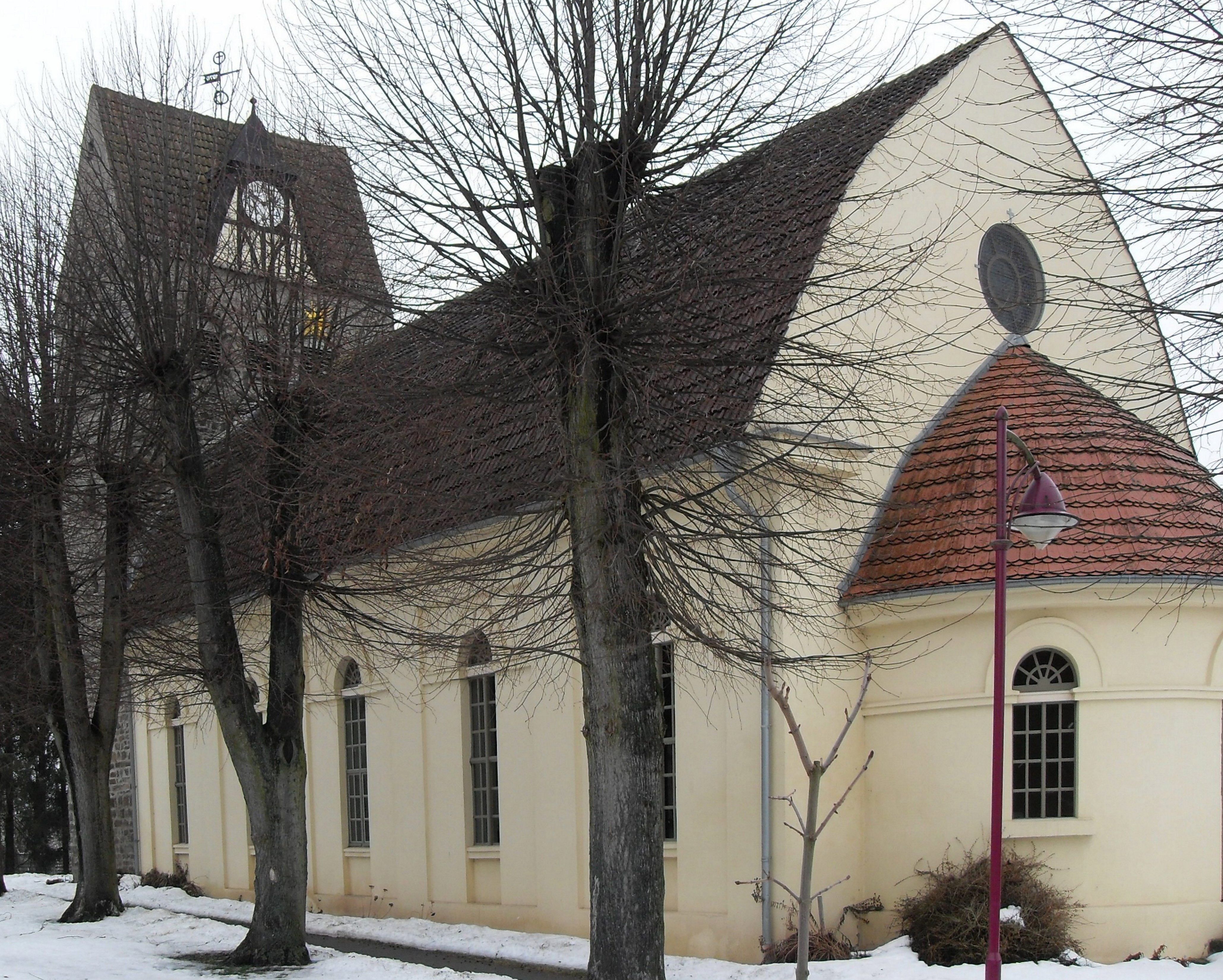
St. Mauritius (Bornstedt)

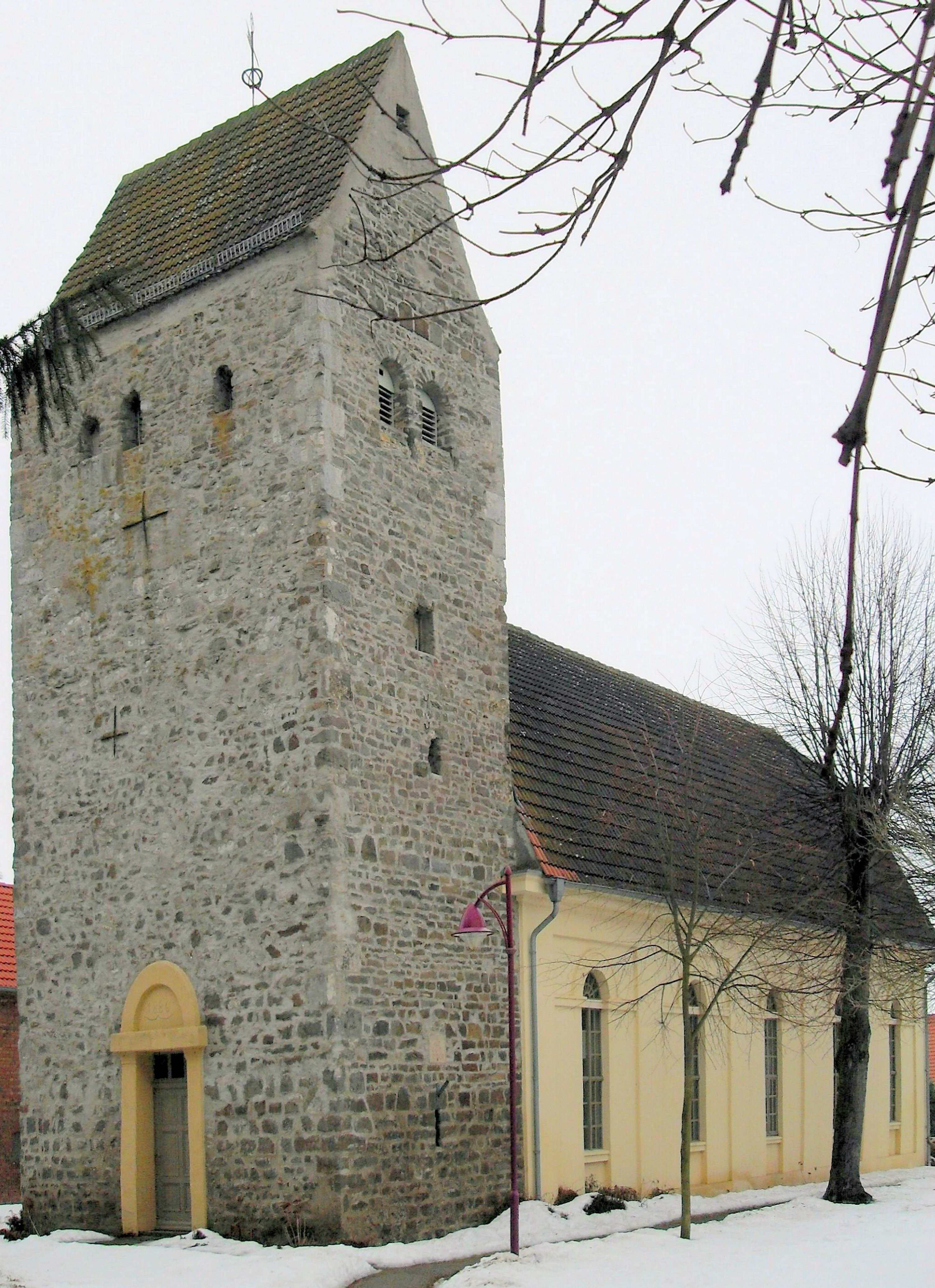
Westturm

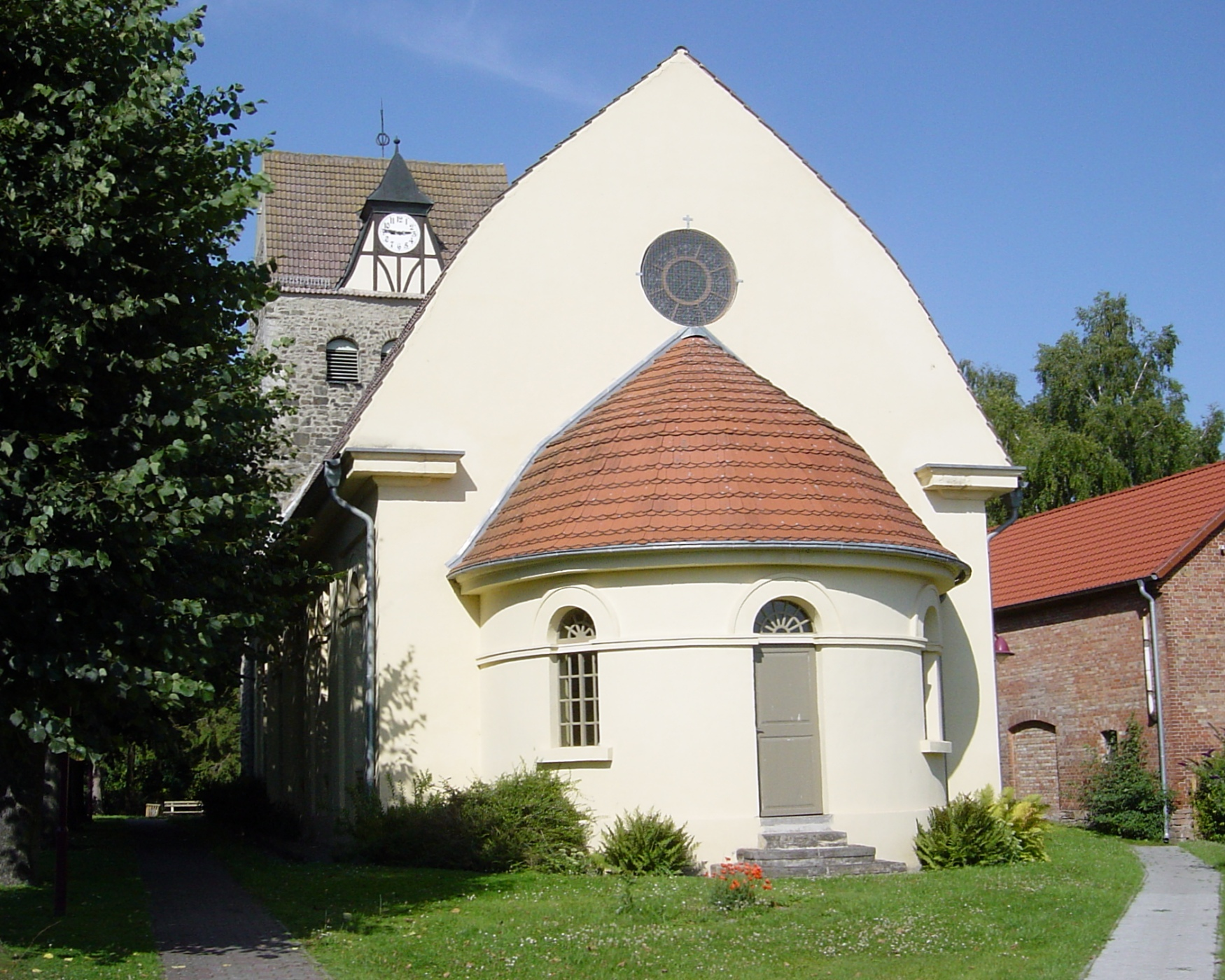
Ansicht von Osten

Die evangelische Kirche St. Mauritius ist eine klassizistische Saalkirche mit romanischem Westturm im Ortsteil Bornstedt der Gemeinde Hohe Börde im Landkreis Börde in Sachsen-Anhalt. Sie gehört zum Pfarrbereich Groß Ammensleben im Kirchenkreis Haldensleben-Wolmirstedt der Evangelischen Kirche in Mitteldeutschland (EKD).

## Geschichte und Architektur
Die Kirche ist ein klassizistischer Saal, der an einen im Kern spätromanischen, in den Jahren 1671 und 1886 überformten Westquerturm angefügt wurde. Der rechteckige, kräftig gegliederte Putzbau ist mit Rundbogenfenstern in hochrechteckigen Nischen versehen, die Sakristei in Form einer Halbrundapsis schließt sich an die vom Vorgängerbauwerk übernommene Ostwand an. Der etwas schmalere Turm ist mit zugespitzten Schallöffnungen versehen und trägt ein Satteldach mit einer Uhrengaube aus dem Jahr 1911 nach Osten. Das Schiff wird durch ein Bohlenbinderdach abgeschlossen. Bei einer Renovierung in den Jahren 1978/79 wurden die Schiffstüren in Fenster umgewandelt, der romanische Bogen vom Turm zum Schiff freigelegt und das Innere vereinfachend erneuert. Dabei blieben das hölzerne Tonnengewölbe auf schwerem Stuckgesims sowie der Westteil der ursprünglichen Hufeisenempore auf gedrungenen dorischen Säulen erhalten.

## Ausstattung
Als Altargemälde dient eine Kopie des Abendmahls nach Leonardo da Vinci aus der ersten Hälfte des 19. Jahrhunderts. Die Orgel ist ein Werk von August Troch aus dem Jahr 1847 und wurde vor 2010 restauriert.
In der Sakristei ist ein Bauinschriftstein aus dem Jahr 1661 erhalten.